# ヴェルコール
ヴェルコール（Vercors、1902年2月26日 - 1991年6月10日）は、フランスの小説家、画家。本名、ジャン・ブリュレル（Jean Bruller）。パリで生まれ、エコール・アルザシエンヌ（アルザス学校）で学ぶ。挿絵画家だったが、第二次世界大戦でフランスがドイツに占領されると、地下出版社「深夜叢書」を刊行して対独レジスタンス文学を牽引した。深夜叢書第1巻のヴェルコールの小説『海の沈黙』は、ナチス・ドイツの暴行の犠牲となった象徴主義の詩人サン＝ポル＝ルーに捧げられている。

## 日本語訳
- 『海の沈黙・星への歩み』河野与一、加藤周一共訳、岩波書店「岩波現代叢書」、1951。岩波文庫、1973
- 『人獣裁判』小林正訳、白水社、1953
- 『夜の武器・昼の力』杉捷夫訳、新潮社、1953
- 『六つの声』小林正訳、白水社、1954
- 『沈黙のたたかい レジスタンスの記録』森乾訳、藤森書店、1978。新評論、1992

## 映画化
- 『海の沈黙』1947年製作／フランス映画／86分　監督：ジャン＝ピエール・メルヴィル
- 『海の沈黙』2004年製作／フランス映画／93分　監督：ピエール・ブートロン

## 参考
- 加藤周一「ヴェルコールについて」『海の沈黙・星への歩み』
- コトバンク